# 1-й Венецианский кинофестиваль
1-й международный Венецианский кинофестиваль проходил с 6 по 21 августа 1932 года. Доктор Джекилл и мистер Хайд первый фильм который был показан на фестивале. Награды не вручались, а итоги подводились путём опроса зрителей.

## Конкурсная программа

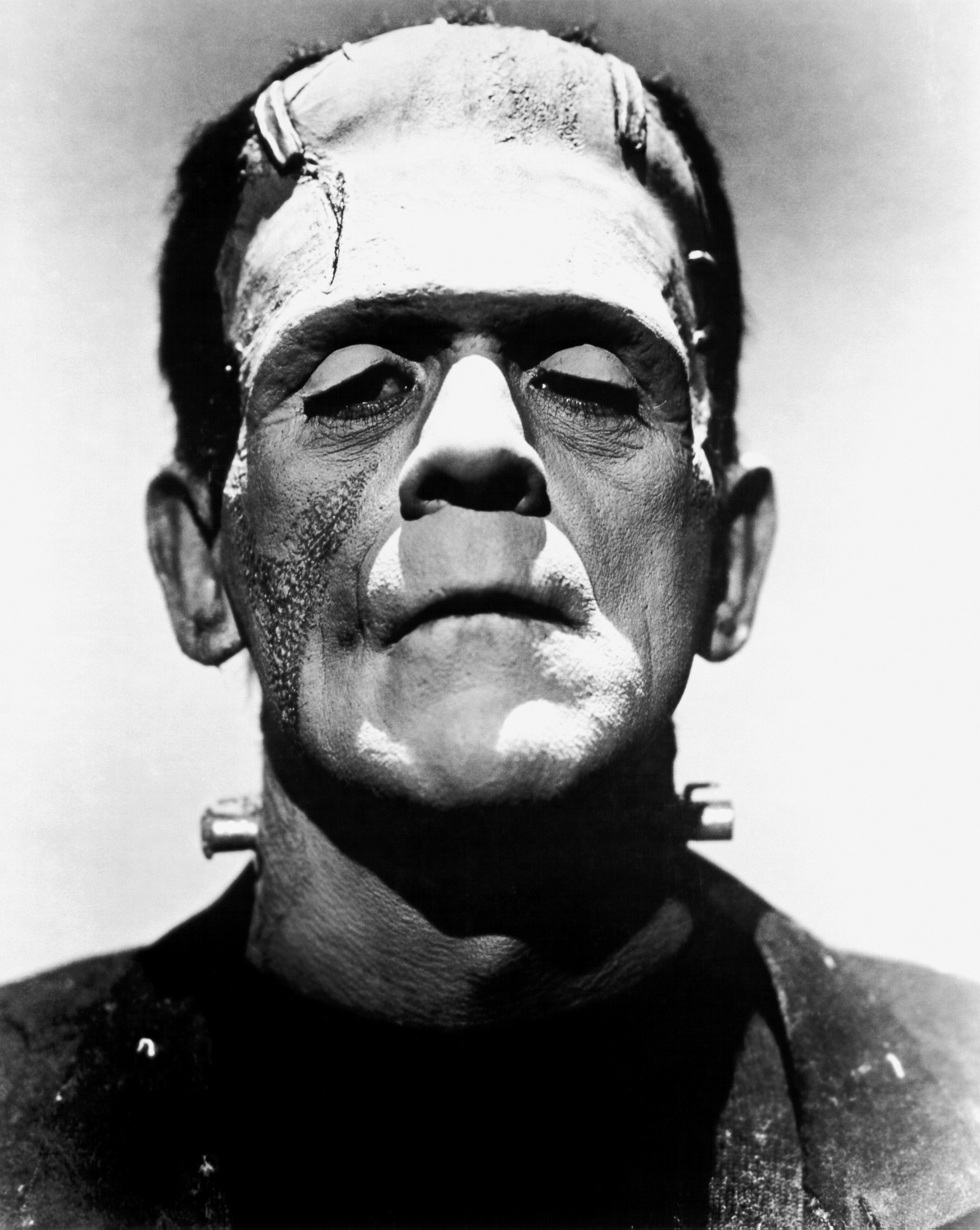
Актёр кино Борис Карлофф в роли Франкенштейна

- Наша свобода (фильм), режиссёр Рене Клер
- Весёлый конгресс, режиссёр Эрик Чарелл
- Под чужим именем, режиссёр Анатоль Литвак
- Голубой свет, режиссёр Лени Рифеншталь
- Девушки в униформе, режиссёр Леонтине Саган
- Два человека, режиссёр Эрих Вашнек
- The Faithful Heart режиссёр Виктор Савилл
- Canterbury Miniature
- Springtime in the Scillies
- Po horách, po dolách, режиссёр Карел Плицка
- David Golder, режиссёр Жюльен Дювивье
- Azaïs, режиссёр Рене Хервил[фр.]
- Hôtel des étudiants, режиссёр Виктор Туржанский
- Au nom de la loi, режиссёр Морис Тоурнер
- Le chant de la mine et du feu, режиссёр Jean Benoît-Lévy
- Pathé journal
- Что за подлецы мужчины!, режиссёр Марио Камерини
- Ассизи, режиссёр Алессандро Блазетти
- Пинии Рима, режиссёр Марио Коста
- Дождь, режиссёры Йорис Ивенс и Маннус Франкен
- Белый след, режиссёр Адам Крзептовский
- Bring 'Em Back Alive, режиссёр Клайд Э. Эллиотт
- Недопетая колыбельная, режиссёр Эрнст Любич
- Доктор Джекилл и мистер Хайд, режиссёр Рубен Мамулян
- Недозволенное, режиссёр Фрэнк Капра
- Франкенштейн, режиссёр Джеймс Уэйл
- Гранд Отель, режиссёр Эдмунд Гулдинг
- Странная интерлюдия, режиссёр Роберт З. Леонард
- Чемпион, режиссёр Кинг Видор
- Толпа ревёт, режиссёр Ховард Хоукс
- The Devil to Pay, режиссёр Джордж Фицморис
- Грех Мадлон Клоде, режиссёр Эдгар Селвин
- Жёлтый билет, режиссёр Рауль Уолш
- Путёвка в жизнь, режиссёр Николай Экк
- Тихий Дон, режиссёры Ольга Преображенская и Иван Правов
- Due cuori felici, режиссёр Бальдассарре Негрони
- Fori Imperiali, режиссёр Альдо Вергано
- Manovre navali

## Награды
- Лучшая мужская роль: Фредрик Марч, фильм Доктор Джекилл и мистер Хайд
- Лучшая женская роль: Хелен Хейс, фильм Грех Мадлон Клоде
- Лучшая режиссёрская работа: Николай Экк, фильм Путёвка в жизнь
- Приз за техническое совершенство: Леонтине Саган, фильм Девушки в униформе
- Самый оригинальный сюжет: Рубен Мамулян, фильм Доктор Джекилл и мистер Хайд
- Наиболее развлекательный фильм: Рене Клер, фильм Свободу нам!
- Наиболее трогательный фильм: Эдгар Селвин, фильм Грех Мадлон Клоде